# فرودگاه نورث الوثرا
فرودگاه نورث الوثرا (به انگلیسی: North Eleuthera Airport) یک فرودگاه همگانی با کد یاتا ELH است که یک باند فرود آسفالت دارد و طول باند آن ۱۸۳۵ متر است. این فرودگاه در کشور باهاما قرار دارد .

## شرکت‌های هواپیمایی و مقصدهای پروازی

### مسافری
| شرکت‌های هواپیمایی    | مقصدهای پروازی                         |
| -------------------- | -------------------------------------- |
| انووی ایر            | میامی                                  |
| Bahamasair           | گورنرس هاربر، لیندن پیندلینگ، راک ساند |
| دلتا کانکشن          | فصلی: هارتسفیلد-جکسون آتلانتا          |
| پیناپل ایر           | لیندن پیندلینگ                         |
| سیلور ایرویز         | فورت لادردیل–هالیوود، اورلاندو         |
| Southern Air Charter | لیندن پیندلینگ                         |